# Famille de Virieu
La famille de Virieu est une famille subsistante de la noblesse française, d'extraction chevaleresque, originaire du Viennois, dans le Dauphiné.
Citée au XIe siècle e siècle, elle a formé plusieurs branches dont les deux lignées actuelles dites Virieu-Pupetières et Virieu-Beauvoir-Faverges.

## Filiations sur preuves
On ignore le point de jonction, entre les deux branches subsistantes (Virieu-Pupetières et Virieu-Beauvoir-Faverges) et on ne sait pas laquelle est l'aînée,,. Néanmoins, selon Louis Pierre d'Hozier et son fils Antoine ainsi que pour Emmanuel Pilot de Thorey et Michel Rieutord, l'union des deux familles se fit par le mariage d'Antoinette, fille du dernier représentant de Beauvoir, avec Siboud III ou Sibuet de Virieu en 1460, dont le fils reprit le nom et les armes de Virieu et Beauvoir.
La filiation sur preuves de la branche Virieu-Pupetières remonte à 1394 selon Warren et A. Clément, à 1298 selon Rivoire de La Bâtie, à 1350 selon Wœlmont.
La filiation sur preuves de la branche Virieu-Beauvoir-Faverges remonte à 1340 selon Warren, à 1460 selon A. Clément, à 1243 (?) selon Rivoire de La Bâtie, à 1360 selon  Wœlmont.

## Origine
Les Virieu tirent leur nom de la ville du même nom, située dans la vallée de la Bourbre, parfois appelée le petit Grésivaudan. Ils y construisirent une motte castrale dès le XIe siècle, qui est l'un des châteaux les mieux conservés du Dauphiné.
Selon Guy Allard (1671), repris notamment par l'Armorial de Dauphiné (1867), le premier porteur du nom est un Guiffray/Guiffrey (Wilfredus) qui aurait vécu au XIe siècle. D'Hozier donne toutefois un Silvion, qui serait le fils d'un Vifred de Viriaco, cité en 1040, et père de Guiffray. Ce Guiffray/Guiffrey (Wilfredus) aurait accompagné l'empereur Henri III à Capoue pour combattre les Sarrasins.
On trouve les personnages suivants, qui ne sont pas rattachés à la filiation suivie :
- Humbert de Virieu (vivant en 1275), chanoine de l’église de Vienne vers 1275 ;
- Aymon de Virieu (vivant en 1325), il participe à la bataille de Varey en 1325 ;
- Guillaume de Virieu (vivant en 1334), chanoine de l’église de Vienne en 1334.

La famille de Beauvoir, originaire du Dauphiné, s'est éteinte dans celle de Virieu en 1477. Le dernier membre de cette famille, François de Beauvoir, qui avait épousé Aimée ou Mye de Talaru, ne laissait qu'une fille, Antoinette, décédée après le 29 décembre 1491, mariée par contrat du 4 août 1460 à Siboud III de Virieu, seigneur de Faverges. François de Beauvoir testa le 28 juillet 1477, et après avoir institué pour son légataire universel François de Virieu-Beauvoir, son petit-fils, auquel il imposa de porter son nom et ses armes, et mourut le 31 de ce même mois de juillet. En mars 1480, Siboud ou Sibuet de Virieu, décédé après le 28 décembre 1491, en qualité de père, curateur et administrateur légitime de François de Virieu-Beauvoir, son fils, héritier universel de François de Beauvoir, son aïeul maternel, rendit hommage entre les mains du gouverneur du Dauphiné, représentant le Dauphin, pour les terres de La Palud, Villeneuve-de-Marc, Varacieux et Brézins,,.

## Histoire
Les Virieu servirent les Dauphins du Viennois, les comtes de Savoie, puis les rois de France. Ils donnèrent de nombreux ecclésiastiques et officiers. On les voit participer aux batailles de Varey, de Pavie, Cérisoles, etc., et nombre d'entre eux furent chevalier de l'Ordre de Saint-Jean de Jérusalem et de Saints-Maurice-et-Lazare. Guillaume de Virieu fut maitre d'hôtel du duc de Savoie.
Lors des États de 1781, c'est un Virieu qui est élu député du Dauphiné, et c'est encore un Virieu qui en 1789 représentera la noblesse du Dauphiné aux États généraux.
Au XIXe siècle, les Virieu offrent à l'abbé Faivre un château en ruines, où il créera « L’œuvre des petites filles du soldat ».

## Branches
- Virieu-Pupetières (subsistante)[8].
- Virieu-Beauvoir[Note 1] des seigneurs de Faverges, éteinte dans la branche Virieu-Varassieu qui formera la branche Virieu-Beauvoir-Faverges[18] (subsistante)[8].
- Virieu, éteinte dans la branche Virieu-Varassieu.
- Virieu-Varassieu.
- Virieu-Bizonnes.
- Virieu-Ponterays.
- Virieu-Pointières.
- Virieu-Corbas (ou Torchevelon)

## Personnalités

### Lignée dite de Virieu-Pupetières
- Gonin de Virieu (vivant en 1426), prieur de Vif en 1426.
- Antoine de Virieu (vivant en 1450), chevalier de l'ordre de Saint-Jean de Jérusalem en 1450[19], commandeur de Saint-Chavan en 1491[19].
- Claude de Virieu (vivant en 1487), chanoine de l’église de Vienne en 1487.
- François-Henri de Virieu (1754-1793), militaire, président de l'Assemblée constituante.
- Stéphanie de Virieu (1785-1873), artiste peintre et sculptrice.

Filiation contemporaine
- Marie Charles François Geoffroy Xavier de Virieu (1898-1953), colonel de cavalerie, directeur du service historique des Armées, résistant, dont :
  - François-Henri de Virieu (1931-1997), journaliste de télévision, dont :
    - Guillaume de Virieu (né en 1964)
    - Étienne de Virieu (1969-2011)
    - Nicolas de Virieu (né en 1975)

  - Antoine de Virieu (1933- ), général de brigade

### Lignée dite de Virieu-Beauvoir-Faverges
- Pierre de Beauvoir, lieutenant des gardes de Charles de Valois, duc d’Angoulême.
- Nicolas de Virieu-Beauvoir (vivant en 1719), brigadier des armées du roi en 1719.
- Nicolas-Alexandre de Virieu-Beauvoir (1733-1811), maréchal de camp, premier gentilhomme d'honneur de Louis XVIII.
- Jean-Loup de Virieu-Beauvoir (-1802), présenté dans l'ordre de Saint-Jean de Jérusalem en 1719[19], commandeur en 1780[19], ambassadeur de Parme en France.
- Marie-Agnès de Virieu-Beauvoir (Corbelin, 1738 - Tours, 1831), dernière abbesse de Notre-Dame de Beaumont-lès-Tours.

## Possessions

### Châteaux et seigneuries
Seigneurs de Chabons, de Faverges, de La Palud, de Montrevel, de Pont de Beauvoisin, de Pupetières, de Virieu, de Lantilly, etc.
- château de Pupetières, à Chabons (1222 - XXIe siècle)
- château de Virieu, à Virieu (origine - 1220) et (1874 - ????)
- Château de Faverges-de-la-Tour
- château de Lantilly

### Titres
- baron de Faverges, Romagnieu
- baron de l'Empire (1811) (branche de Virieu-Beauvoir-Faverges)

### Charges
Des membres de la famille ont été, dans le comté, puis duché de Savoie, châtelains de :
- Ayse (1349-1350) ;
- Cruseilles (1370-1371, 1378-1515) ;

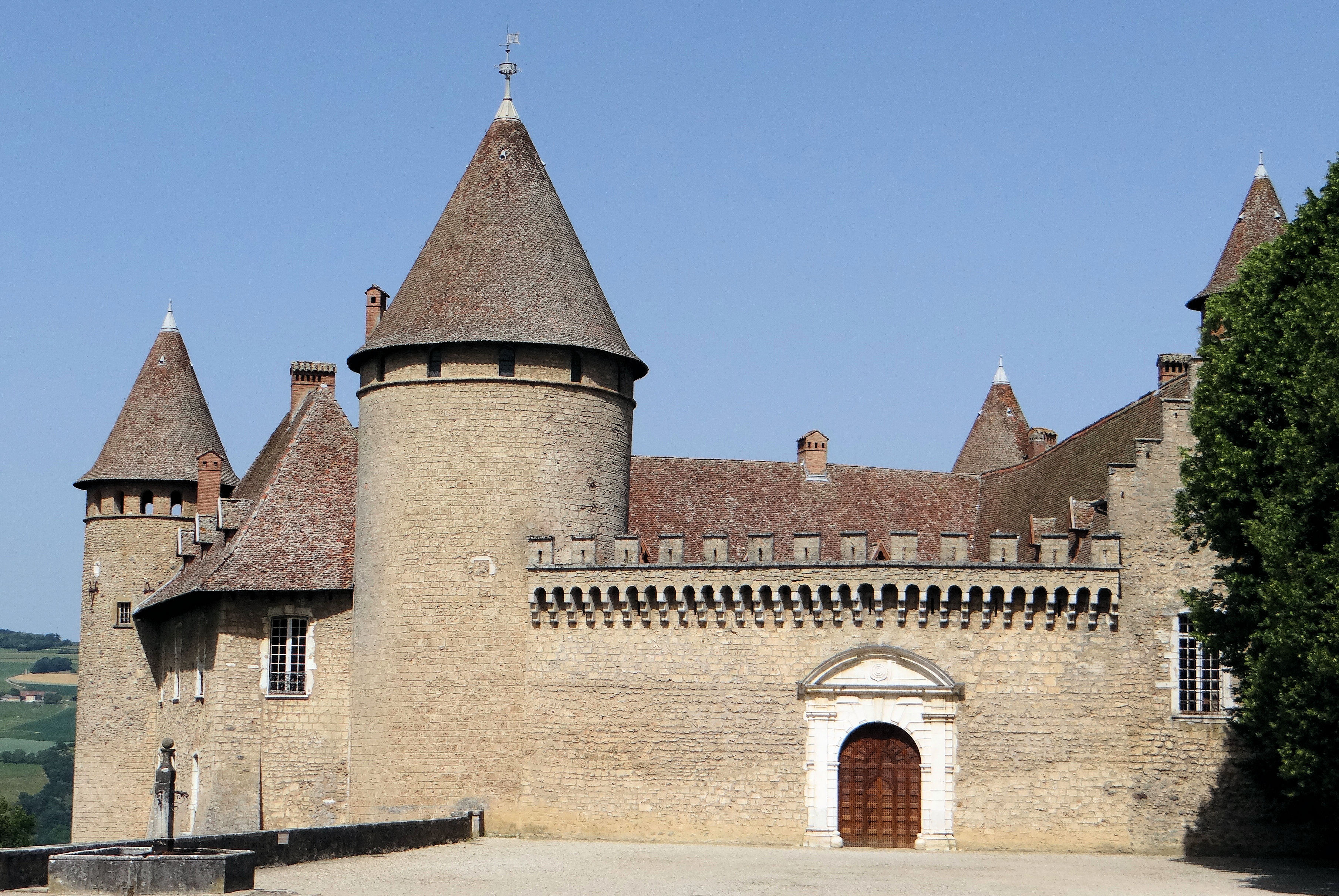
Château de Virieu

- Évian et Féternes (1343-1344) ;
- Rumilly (1453-1465, 1477-1478) ;
- Seyssel ;

## Armorial

### Branche Virieu-Pupetières
| Famille des Virieu-Favarges et des Virieu-Beauvoir | De gueules à trois vires d'argent, |

### Branche Virieu-Faverges
| Famille de Virieu | D'azur à trois vires d'or Devise : Virescit vulnere virtus Sine fine (Sans fin) Support : deux licornes Cri : Virieu ! |

### Branche Virieu-Beauvoir-Faverges
| Famille des Virieu-Faverges et des Virieu-Beauvoir | Écartelé : aux 1 et 4, d'azur à trois vires d'or (Virieu), aux 2 et 3, contre-écartelé d'or et de gueules (Beauvoir) |

Pour cette branche, on trouve aussi, au XVIIe siècle: Écartelé, aux 1 et 4 : contre-écartelé d'or et de gueules (qui est Beauvoir) ; aux 2 et 3 : de gueules à trois chevrons d’argent (qui est Faverges) ; sur le tout : de gueules à trois vires d’argent.